# Forførelse
Indenfor sociologien er forførelse et forløb hvor en person med fuldt overlæg lokker en anden person ind i en 'akt'. Det kan bruges seriøst eller i spøg, henviser ofte til seksuel opførsel, og kan henvise til en akt som den anden senere vil fortryde og/eller ikke normalt ville indlade sig på. Historisk har alle tiders mest berømte forførere og forførersker været Kleopatra, Giacomo Casanova og Don Juan.

## Seksuel forførelse
Forførelse henviser oftest til seksuelt begær hvor en person overtaler nogen til at ændre deres opførsel for at tilfredsstille forførerens egne lyster. Ofte indebærer det at forføreren agerer ud fra et andet motiv end kærlighed overfor den forførte, og at den forførte ikke normalt ville opføre sig på en sådan måde.
Der er mange strategier som kan bruges til forførelse, alt afhængig af køn, personlighed og omstændighederne. Mange teoretikere der beskæftiger sig med menneskers sociale optræden, 
klassificerer forførelse som en specialiseret form for overtalelse. Forførelse kan også ses som en slags magt der er afhængig af psykologisk beherskelse frem for brug af tvingende magt eller penge.
Myter, legender og populærlitteratur har mange fortællinger om seksuel forførelse, og beskriver et antal forførelsesguder og forførelsesallegorier. Fra historien om Eva i Edens have til sirenerne fra Oldtidens Grækenland beskrevet i Homers Odysseen, til fortællinger om Krishna og Pan, indeholder disse historier om forførelse temaer om fristelse som fører til at de gængse sociale normer eller det forbudte seksuelle begær forlades.
Visse personer har brugt evner inden for forførelse til at opnå stor magt eller opfylde deres ønsker. Kleopatra 7. brugte forførelse til at hjælpe med at styrke sit rige ved at charmere Romerrigets to mest magtfulde mænd, Julius Cæsar og Marcus Antonius. Casanova (1725 – 1798) var en berømt forfører fra det 18. århundrede, hvis navn er blevet synonym med forførelse. Den "gale munk" Grigori Rasputin (1869? – 1916) opnåede stor magt i Romanov-Ruslands sidste dage gennem sine tilsyneladende mystiske kræfter og sin seksuelle indflydelse. Don Juan og James Bond er eksempler på fiktive forførere, Fagre voksne verden's berygtede Mrs. Robinson er et kvindeligt modstykke.

### Historisk forelskelse
I den engelske common law fandtes der en forbrydelse ved navn forførelse. Denne misgerning blev udført "når en mandlig person forledte en ugift kvinde af tidligere kysk personlighed til samleje ved et løfte om ægteskab." Forbrydelsen blev interessant nok ikke begået mod den ugifte kvinde, men mod hendes forældre som havde ejendomsretten til kvindens kyskhed.

## Forførelse historisk set
Evnen til at forføre andre.
Helt fra Platons tid har der været folk som ønskede at blive bedre til at forføre. De to personer som ofte forbindes med udtrykket at 'forføre' er Don Juan og Casanova.
I nyere tid er der opstået en internetbaseret subkultur centreret omkring en teoretisk tilgang til forførelse kaldet "The Game".